# Basement Tapes
I Basement Tapes ("nastri della cantina") sono una lista di più di 100 canzoni registrate da Bob Dylan e dalla sua backing band dell'epoca, The Band, nell'estate del 1967 a West Saugerties, New York, appena fuori Woodstock. Quasi tutte le tracce furono incise nella cantina della casa di campagna affittata dai membri della Band, detta "Big Pink" a causa del colore rosato della costruzione; anche se per la precisione i luoghi di registrazione furono tre: il già citato scantinato, una stanza al piano superiore, la cosiddetta "Red Room", e la casa di Wittenberg Road dove si erano successivamente trasferiti Levon Helm e Rick Danko. Fu Garth Hudson che curò la registrazione originale delle tracce utilizzando un registratore Revox non professionale. Molti dei pezzi sono brani originali composti da Bob Dylan, ma la gran parte sono cover di vecchi brani tradizionali di musica folk, country e blues.

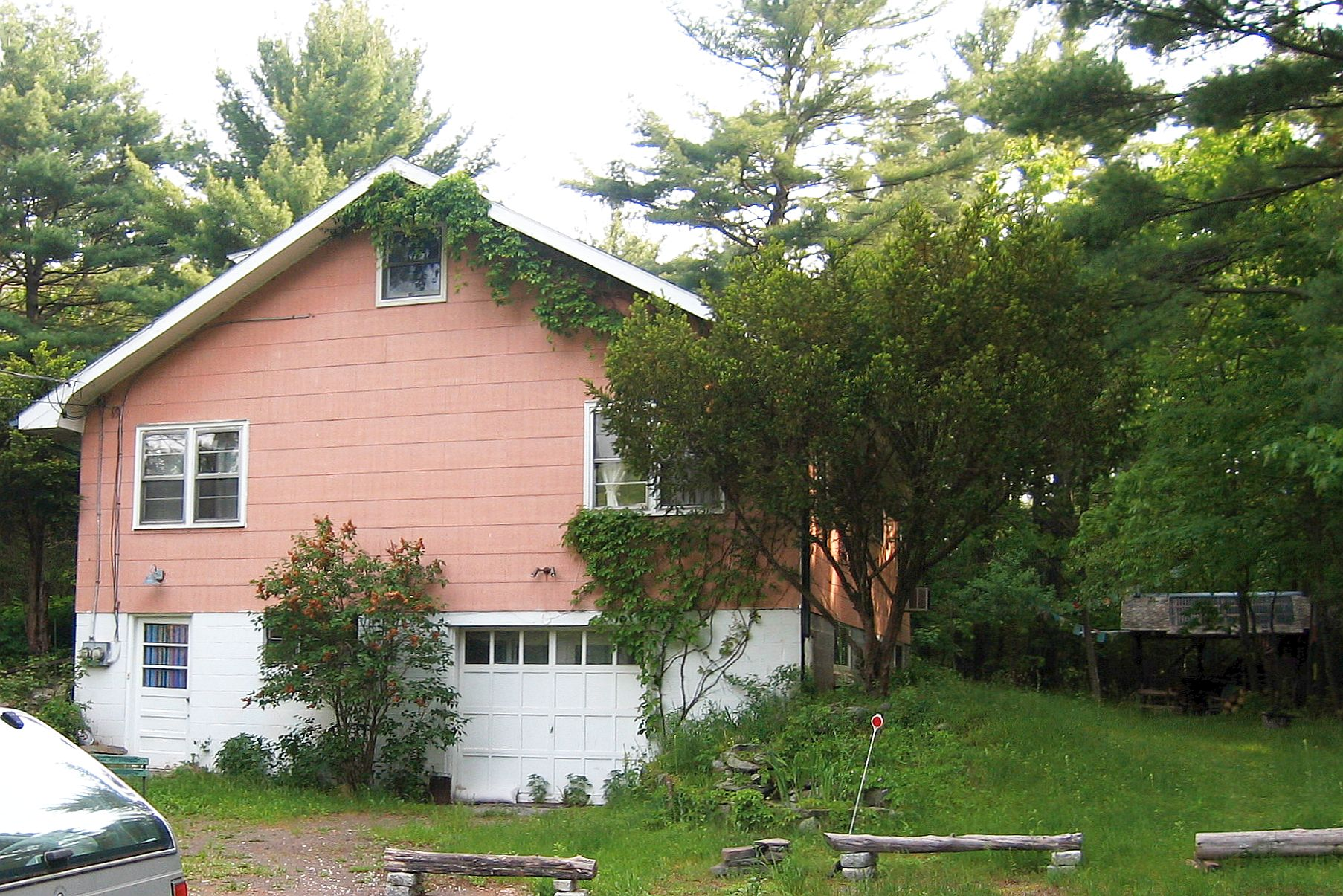
"Big Pink", West Saugerties, New York, sede principale delle "sessioni in cantina", qui in una foto del 2006.

Nel 1975, solo 24 tracce furono pubblicate nell'album ufficiale The Basement Tapes tratto dalle sessioni, anche se molti dei brani già circolavano da tempo in versione non ufficiale, dapprima nel bootleg Great White Wonder, generalmente considerato il primo bootleg della storia del rock, e successivamente in svariate altre pubblicazioni pirata quali A Tree with Roots, cofanetto comprendente 108 tracce, e The Genuine Basement Tapes. Due tracce ulteriori furono incluse a posteriori nel disco ufficiale The Bootleg Series Volumes 1-3 (Rare & Unreleased) 1961-1991 (1991).
Il 4 novembre 2014, la Columbia/Legacy ha pubblicato The Bootleg Series Vol. 11: The Basement Tapes Complete, box set costituito da 6 CD contenenti ben 139 tracce, inclusi 30 brani inediti mai usciti in precedenza nemmeno su bootleg.
Quella che segue è una lista in ordine alfabetico delle canzoni registrate durante le sessioni. La lista non include brani che vedono la partecipazione esclusivamente dei membri della Band.

## Brani
| Titolo                                                      | Autore(i)                      | Note |
| ----------------------------------------------------------- | ------------------------------ | --- |
| A Fool Such as I                                            | Bill Trader                    | Una hit minore per Hank Snow nel 1953, divenne un notevole successo nella versione di Elvis Presley nel 1959. |
| All American Boy                                            | Bill Parsons, Orville Lunsford | In origine un brano di successo per Bobby Bare, la traccia contiene dei riferimenti al manager di Elvis Presley, il Colonnello Tom Parker. La versione incisa da Dylan ha un testo differente, nel quale qualche critico ha voluto scorgere dei velati attacchi al suo manager dell'epoca, Albert Grossman. |
| All You Have to Do is Dream (take 1 & 2)                    | Dylan                          | Levon Helm, assente per gran parte delle sessioni, è ritenuto essere il batterista presente in entrambe le take di questa canzone, una delle ultime registrate durante le sedute. |
| Apple Suckling Tree (take 1 & 2)                            | Dylan                          | Griffin suggerisce che nella canzone suonino sia Robbie Robertson alla batteria che Richard Manuel al tamburello. Si tratta di una riscrittura dell'antica filastrocca Frog Went A-Courting. La seconda take, con alcune sovraincisioni aggiuntive del 1975, venne pubblicata sull'album ufficiale The Basement Tapes. La prima, con alcune variazioni nel testo, è stata inclusa in The Bootleg Series Vol. 11: The Basement Tapes Complete nel 2014.                                                                      |
| Any Time                                                    | Dylan                          | |
| Baby Ain't That Fine                                        | Dallas Frazier                 | Una hit country nel 1966 per Melba Montgomery e Gene Pitney. |
| Baby, Won't You Be My Baby                                  | Dylan                          | |
| Banks of the Royal Canal                                    | Brendan Behan                  | Conosciuta anche con i titoli The Royal Canal e The Auld Triangle. |
| Be Careful of the Stones You Throw (falsa partenza e take)  | Bonnie Dodd                    | Little Jimmy Dickens incise il pezzo nel 1949, e Hank Williams pubblicò la canzone nel 1952 sotto lo pseudonimo "Luke the Drifter". Successivamente il brano divenne un successo nella versione di Dion DiMucci e Hank Williams Jr. |
| Belchazaar (falsa partenza e take)                          | Johnny Cash                    | Brano di Johnny Cash pubblicato nel 1957. Una delle svariate cover di brani di Cash registrate durante le sessioni dei Basement Tapes. |
| Bells of Rhymney                                            | Idris Davies, Pete Seeger      | Incisa sia dai The Byrds per l'album Mr. Tambourine Man sia da Pete Seeger in Pete Seeger and Sonny Terry at Carnegie Hall. |
| Big Dog                                                     | Dylan                          | |
| Big River (take 1 & 2)                                      | Cash                           | Una delle molte cover di Johnny Cash. Cash registrò il pezzo per la Sun Records nel 1958. La take 1 si interrompe bruscamente. |
| Blowin' in the Wind                                         | Dylan                          | Versione rallentata e blues del classico dylaniano. Inedita fino all'inclusione nel cofanetto The Bootleg Series Vol. 11: The Basement Tapes Complete nel 2014. |
| Blues instrumental                                          | Dylan                          | |
| Bonnie Ship the Diamond                                     | Traditional                    | Un canto tradizionale marinaresco. |
| Bourbon Street                                              | Dylan                          | Questa traccia, insieme a Don't Ya Tell Henry, contiene in evidenza il suono del trombone. |
| Bring it on Home                                            | Bo Diddley, Dylan              | Una variazione sulla canzone di Bo Diddley Bring It To Jerome, incisa nel 1955. |
| Clothes Line Saga (falsa partenza e take)                   | Dylan                          | Conosciuta anche con il titolo Answer to Ode, è una parodia del brano Ode to Billie Joe di Bobbie Gentry (1967). |
| Come All Ye Fair and Tender Ladies                          | Traditional                    | |
| Comin' Round the Mountain                                   | –                              | Vecchia canzone western messa sotto copyright da Spencer Williams nel 1923. |
| Confidential                                                | Dorinda Morgan                 | Cover della hit del 1956 di Sonny Knight. |
| Cool Water                                                  | Bob Nolan                      | Canzone incisa da un gran numero di artisti. |
| Crash on the Levee (Down in the Flood) (take 1 & 2)         | Dylan                          | La take 2 venne pubblicata ufficialmente sull'album del 1975. |
| Don't Ya Tell Henry                                         | Dylan                          | L'album ufficiale del 1975 include la canzone, ma in quella versione Dylan non partecipa. |
| Don't You Try Me Now                                        | Dylan                          | – |
| Down by the Station                                         | Dylan                          | – |
| Down on Me                                                  | Traditional                    | Si tratta di un frammento del brano tradizionale inciso sia da Odetta che da Eric Von Schmidt. |
| Dress it Up, Better Have it All                             | Dylan                          | |
| Edge of the Ocean                                           | Dylan                          | Inedita fino all'inclusione nel cofanetto The Bootleg Series Vol. 11: The Basement Tapes Complete nel 2014. |
| Flight of the Bumblebee                                     | Rimskij-Korsakov               | Non si tratta di una cover vera e propria della composizione di Rimskij-Korsakov, ma sembra piuttosto essere un'improvvisazione nata sul momento, con un testo in stile "poesia notturna in un locale jazz di San Francisco del 1956". |
| Folsom Prison Blues                                         | Cash                           | Altra cover di un pezzo di Johnny Cash, da lui registrato nel 1956. |
| Four Strong Winds                                           | Ian Tyson                      | Uno dei brani di Ian e Sylvia Tyson. Ian and Sylvia incisero svariati brani dei Basement Tapes. |
| The French Girl (falsa partenza e 2 take)                   | Tyson                          | Altra canzone di Ian e Sylvia Tyson. |
| Get Your Rocks Off                                          | Dylan                          | Brano originale di Dylan in seguito reinterpretato dalla Manfred Mann's Earth Band nell'album Messin' del 1973. |
| Going Down the Road Feeling Bad                             | Traditional                    | Incisa nel 1923 da Henry Whitter. John Ford la utilizzò nel suo film Furore. |
| Goin' to Acapulco                                           | Dylan                          | Brano inciso durante i basement tapes completamente inedito fino alla sua inclusione nel 1975 nell'album The Basement Tapes. |
| Gonna Get You Now                                           | Dylan                          | |
| (They) Gotta Quit Kicking My Dog Around                     | James A. Bland                 | Esistono due differenti versioni circa l'origine del brano. Alan Lomax la indicò con il titolo The Hound Dawg Song nel suo libro The Folk Songs of North America (1960), e suggerì che la traccia risalisse al 1880. Altri indicarono invece come autore James A. Bland. La prima versione incisa esistente è quella di Gid Tanner and his Skillet Lickers del 1928. |
| Hallelujah, I've Just Been Moved                            | Traditional                    | |
| The Hills of Mexico                                         | Traditional                    | Dylan interrompe la performance dopo circa tre minuti, avvertendo Garth Hudson di non registrare ulteriormente per non "sprecare nastro". Il brano venne inciso da Woody Guthrie, Johnny Cash, e molti altri. |
| I Can't Come in With a Broken Heart (falsa partenza e take) | Dylan                          | |
| I Can't Make it Alone                                       | Dylan                          | |
| It Don't Hurt Anymore                                       | Don Robertson, Jack Rollins    | Incisa in origine da Hank Snow nel 1954, divenne un successo da numero 1 nella classifica country. |
| I Forgot to Remember to Forget                              | Stan Kesler, Charlie Feathers  | Resa celebre da Elvis Presley nel 1955. Questa versione possiede qualche piccolo riferimento a quella di Elvis. |
| If I Were a Carpenter                                       | James Timothy Hardin           | |
| I'm Alright                                                 | Dylan                          | Solo un breve frammento. |
| I'm a Fool for You                                          | Dylan                          | |
| I'm Guilty of Loving You                                    | Dylan                          | Altro frammento. Greil Marcus asserì che il brano potesse basarsi vagamente sulla canzone Guilty di Jim Reeves del 1963. |
| I'm in the Mood for Love                                    | John Lee Hooker                | Registrata da John Lee Hooker nel 1951. |
| I'm Not There (1956)                                        | Dylan                          | Una delle canzoni più celebri proveniente dai basement tapes, anche se si tratta di una semplice outtake. Il film del 2007 su Dylan venne intitolato I'm Not There rifacendosi a questo brano, incluso nella colonna sonora del film. |
| I Shall Be Released                                         | Dylan                          | Probabilmente la canzone più famosa di tutti i Basement Tapes, e la più reinterpretata data la sua natura di "inno" alla libertà. Tuttavia, non venne inclusa nell'album ufficiale del 1975. La versione del 1967 è stata pubblicata solo nel 1991 nell'album The Bootleg Series Volumes 1–3. |
| I'm Your Teenage Prayer (falsa partenza e take)             | Dylan                          | |
| Jelly Bean                                                  | Dylan                          | |
| Johnny Todd                                                 | Traditional                    | Un antico canto di mare dei portuali di Liverpool. Resa celebre da Bob Roberts. |
| Joshua Gone Barbados                                        | Eric Von Schmidt               | Registrata da Eric von Schmidt nel 1963. |
| Kickin' My Dog Around                                       | Traditional                    | |
| The King of France                                          | Dylan                          | |
| Lock Your Door                                              | Dylan                          | Solo un frammento. |
| Lo and Behold! (take 1 & 2)                                 | Dylan                          | La take 2 fu pubblicata nel 1975 sull'album The Basement Tapes. La take 1, dove Dylan scoppia a ridere durante l'esecuzione, è stata inclusa nel cofanetto The Bootleg Series Vol. 11: The Basement Tapes Complete nel 2014. |
| Love is Only Mine                                           | Dylan                          | |
| Mary Lou, I Love You Too                                    | Dylan                          | |
| Minstrel Boy                                                | Dylan                          | Una versione live registrata durante l'esibizione di Dylan al festival dell'isola di Wight nel 1969 venne pubblicata nel 1970 sull'album Self Portrait; tuttavia, l'incisione del 1967 rimase inedita fino all'inclusione nel 2013 in The Bootleg Series Vol. 10 - Another Self Portrait 1969-1971. |
| Million Dollar Bash (take 1 & 2)                            | Dylan                          | Uno dei brani più conosciuti dei basement tapes; pubblicato nell'album ufficiale del 1975. Reinterpretata dai Fairport Convention che inclusero la loro versione nell'album Unhalfbricking del 1969. |
| Mr. Blue                                                    | Dewayne Blackwell              | – |
| My Bucket's Got a Hole in It                                | Clarence Williams              | – |
| My Woman She's A-Leavin'                                    | Dylan                          | – |
| Next Time on the Highway                                    | Dylan                          | – |
| 900 Miles from My Home                                      | Traditional                    | Woody Guthrie rese la canzone uno standard folk. |
| Northern Claim                                              | Dylan                          | |
| Nothing Was Delivered (take 1 & 2, frammento)               | Dylan                          | La take 1 venne inclusa nell'album ufficiale. Registrata dai The Byrds e pubblicata nel 1968 sull'album Sweetheart of the Rodeo. |
| Odds and Ends (take 1 & 2)                                  | Dylan                          | Pubblicata nel 1975 sull'album ufficiale, con l'aggiunta di sovraincisioni postume. |
| Ol' Roison the Beau                                         | Traditional                    | Uno standard del folk revival. |
| On a Rainy Afternoon                                        | Dylan                          | – |
| One for the Road                                            | Dylan                          | Canzone descritta come una versione "sciatta ed improvvisata" del brano di Frank Sinatra One for My Baby (and One More for the Road). |
| One Man's Loss                                              | Dylan                          | Brano vagamente ispirato alla canzone One Man's Loss is Another Man's Gain di Dick Thomas. |
| One Single River                                            | Ian Tyson, Sylvia Fricker      | Altro pezzo del duo Ian and Sylvia, da loro inciso con il titolo Song for Canada. |
| Open the Door, Homer (take 1, 2, & 3)                       | Dylan                          | Il ritornello rimanda al brano del 1947 Open the Door, Richard! di Jack McVea, che raggiunse il primo posto in classifica negli Stati Uniti nel '47, nella versione incisa da Count Basie. |
| People Get Ready                                            | Curtis Mayfield                | – |
| Please Mrs. Henry                                           | Dylan                          | Pubblicata sull'album ufficiale del 1975. Notoriamente Paul McCartney cercò di farla suonare ai Beatles durante le sessioni dell'album Let It be. |
| Po' Lazarus                                                 | Traditional                    | |
| Pretty Mary                                                 | Dylan                          | |
| Quinn the Eskimo (Mighty Quinn) (take 1 & 2)                | Dylan                          | Il brano divenne un notevole successo nella versione dei Manfred Mann nel gennaio 1968, raggiungendo il primo posto in Gran Bretagna. La take 1 apparve nel bootleg Great White Wonder, nel 1969. La take 2 venne inclusa nella compilation Biograph pubblicata nel 1985. |
| Rock, Salt, and Nails                                       | Utah Phillips                  | Registrata in origine da Rosalie Sorrells, resa un successo dal gruppo bluegrass Flatt & Scruggs. |
| Roll on Train                                               | Dylan                          | |
| Santa-Fe                                                    | Dylan                          | Originale di Dylan rimasto inedito fino all'inclusione nell'album The Bootleg Series Volumes 1–3 del 1991. |
| See That My Grave Is Kept Clean                             | Blind Lemon Jefferson          | Incisa da Jefferson nel 1928, inclusa nella celebre Anthology of American Folk Music, qui indicata con il titolo One Kind Favor. |
| See You Later Allen Ginsberg                                | Dylan                          | Variazione ironica sul pezzo See You Later, Alligator. La prima take si interrompe bruscamente con Dylan che ordina di cancellare il nastro. |
| She's on My Mind Again                                      | Dylan                          | |
| Silent Weekend                                              | Dylan                          | Una delle composizioni originali che Dylan abbozzò appena durante le sessioni. Si tratta di una traccia in stile blues. |
| Silhouettes                                                 | Bob Crewe, Frank Slay Jr.      | |
| Sign on the Cross                                           | Dylan                          | La traccia più lunga incisa durante i Basement Tapes, e spesso indicata come uno dei primi brani gospel composti da Dylan. |
| Silhouettes                                                 | Frank Slay Jr., Bob Crewe      | Breve cover del pezzo doo-wop dei The Rays, pubblicato nel 1957. |
| Spanish is the Loving Tongue                                | Charles Badger Clark           | Scritta dal "cowboy poeta" Charles Badger Clark, e pubblicata nel 1915 sotto forma di poesia con il titolo "A Border Affair"; venne successivamente messa in musica da Billy Simon. |
| The Spanish Song (take 1 & 2)                               | Dylan                          | Questa canzone è una bizzarra parodia delle canzoni in spagnolo. Griffin suggerì che il testo fosse del tutto improvvisato sul momento. |
| Still in Town, Still Around                                 | Hank Cochran, Harlan Howard    | Una delle molte canzoni reinterpretate da Dylan & The Band più note nelle versioni di Johnny Cash. |
| This Wheel's on Fire                                        | Dylan, Rick Danko              | Altro brano celebre dei Basement Tapes, incluso dai The Band in Music from Big Pink, e pubblicato nell'album ufficiale del '75. |
| Tears of Rage (take 1, 2, 3)                                | Dylan, Richard Manuel          | Inclusa dai The Band in Music from Big Pink e pubblicata nel 1975 in The Basement Tapes (la take 3). La seconda take si interrompe bruscamente. |
| That's the Breaks                                           | Dylan                          | |
| Tiny Montgomery                                             | Dylan                          | Pubblicata sull'album ufficiale del 1975. |
| Too Much of Nothing (take 1 & 2)                            | Dylan                          | La take 1 appare nell'album ufficiale, e si discosta molto nell'arrangiamento dalla take 2, inclusa in Great White Wonder. |
| Try Me Little Girl                                          | Dylan                          | Incisione nella quale Dylan canta in un bizzarro falsetto. |
| Tupelo                                                      | John Lee Hooker                | Registrata da Hooker nel 1959. |
| 2 Dollars and 99 Cents                                      | Dylan                          | |
| Untitled Instrumental                                       | Dylan                          | Un frammento che compare appena prima di Under Control. In molte copie bootleg il nastro si ferma ed inizia subito Under Control, suggerendo che lo strumentale possa essere in realtà l'introduzione cancellata di Under Control. |
| Under Control                                               | Dylan                          | – |
| Waltzing with Sin (falsa partenza e take)                   | Hayes-Burns                    | – |
| Wildwood Flower                                             | A.P. Carter                    | Brano reso uno standard dalla The Carter Family, portandolo al numero 3 in classifica nel 1928. |
| Yea! Heavy and a Bottle of Bread (take 1 & 2)               | Dylan                          | Brano dal testo nonsense. La take 2 venne pubblicata nell'album ufficiale, mentre la take 1 è stata inclusa in The Bootleg Series Vol. 11: The Basement Tapes Complete nel 2014. |
| You Ain't Going Nowhere (take 1 & 2)                        | Dylan                          | Nella prima take, Dylan improvvisa un testo nonsense sul momento: "Now look here, dear soup, you must feed the cats/ The cats need feeding and you're the one to do it/ Get your hat and feed the cats/ You ain't goin' nowhere". Nella take due, il testo assume una forma più coerente. Dylan registrò nuovamente il brano, con alcune differenze nel testo, per l'inclusione in Greatest Hits II; ma furono i Byrds a renderlo pubblico per primi inserendone una cover nel loro album Sweetheart of the Rodeo nel 1968. |
| You Win Again                                               | Hank Williams                  | Williams pubblicò la canzone nel 1952. Dylan modella la sua versione su quella di Jerry Lee Lewis (B-side di Great Balls of Fire), del 1957. |
| Young But Daily Growing                                     | Traditional                    | Uno dei brani più vecchi nel repertorio di Dylan, che la eseguiva fin dal 1961. |